# Wadi Bissam
Wadi Bissam là một tỉnh của Chad ở vùng Kanem, một vùng của Chad với thủ phủ là Mondo.

## Hành chính
Tỉnh gồm 2 phó tỉnh (sous-préfectures):
- Am Doback
- Mondo